# 蔣曰樑
蔣曰樑（1686年—1744年），字子任，號緘三，江南蘇州府吳縣人，清朝政治人物。

## 生平
蔣曰樑為蘇州婁關蔣氏家族蔣燦玄孫。祖父蔣之逵，父蔣文瀾。母為金國用侄女、金上觀女；繼母李氏。從兄蔣杲、從弟蔣重光及蔣棨皆以藏書著稱。
蔣曰樑為蔣文瀾次子，監生，康熙五十八年（1719年）繼徐樹敏之後任河南安陽縣知縣，署湯陰縣知縣，雍正元年（1723年）擢刑部四川司員外郎，後以贍養父母歸里，二年（1724年）誥授奉直大夫。十三年（1735年）在蘇州府知府姚孔鈵倡議下，與宋照、繆曰芑等縉紳共同創辦慈善機構“錫類堂”。蔣曰樑晚年曾住在蘇州閭邱坊巷“息園”，乾隆九年（1744年）春卒於家，葬於虎丘長涇廟。
蔣曰樑曾從前任安陽縣知縣徐樹敏處獲得北宋大臣韓琦著《安陽集》並重新付梓出版，沈德潛為之作《補刻韓魏公文集序》。《國朝文匯》收錄蔣曰樑著《重修萬金渠碑記》及《增置岳忠武王廟香火田碑記》二篇。

## 家庭
夫人為兵部職方司員外郎章豫女；側室葉氏、姚氏。有六子：蔣光宗、蔣希宗、蔣紹宗、蔣念宗、蔣耀宗及蔣維鈞（原名蔣惇宗）。還有九女：長女嫁候選州同章璉；次女嫁太學生程光炤；三女嫁府庠生顧元鑭；四女嫁太學生周廷銓；五女嫁康熙五十七年（1718年）戊戌科進士宋照子宋祿綏（字尚迪）；六女嫁太學生唐文柱，其餘三女不詳。